# Gudrun Bodø
Gudrun Eleonora Camilla Bodø, f. Nielsen (født 9. september 1883 i Helsingør, død 6. november 1915 i København) var en dansk fagforeningskvinde og forbundsformand nogle måneder i 1910 efter hendes mor Olivia Nielsen.
Gudrun Bodø havde blandt andet arbejdet som syerske og tjenestepige rundt om i København, hun blev gift med musikeren Hans Haino Marius Hansen Bodø. Efter Gudruns moders ønske blev hun valgt til forbundsformand efter moderens død i 1910, der kom dog hurtigt uoverensstemmelser mellem Bodø og forbundssekretær Gustav Olsen. Ved en ekstraordinær generalforsamling i december samme år, blev derfor i stedet valgt Sofie Rasmussen som forbundsformand.